# IC 1932
IC 1932 ist eine linsenförmige Galaxie vom Hubble-Typ S0/R im Sternbild Pendeluhr am Südsternhimmel. Sie ist schätzungsweise 528 Millionen Lichtjahre von der Milchstraße entfernt und hat einen Durchmesser von etwa 110.000 Lj.

Im selben Himmelsareal befinden sich u. a. die Galaxien IC 1925, IC 1926, IC 1929, IC 1936.
Das Objekt wurde am 14. Oktober 1898 vom US-amerikanischen Astronomen DeLisle Stewart entdeckt.